# Cyclosa ginnaga
Cyclosa ginnaga är en spindelart som beskrevs av Takeo Yaginuma 1959. Cyclosa ginnaga ingår i släktet Cyclosa och familjen hjulspindlar. Inga underarter finns listade i Catalogue of Life.